# Яковлев, Александр Евгеньевич
Александр Евгеньевич Яковлев (13 [25] июня 1887, Санкт-Петербург — 12 мая 1938, Париж) — русский живописец и график, после 1917 года жил в эмиграции.

## Биография
Отец Александра Яковлева был морским офицером, мать — доктором математических наук, первой среди женщин, сестра — оперной певицей, старший брат — архитектором и инженером, — одним из первых русских авиаторов.
Окончив гимназию К. И. Мая в Санкт-Петербурге, он учится в 1905—1913 годах в Высшем художественном училище при Академии художеств, с 1907 года — в мастерской Дмитрия Кардовского. Там познакомился с Борисом Григорьевым и Василием Шухаевым; с последним дружба и сотрудничество продолжались всю их жизнь.
С 1909 года участвовал в выставках Союза русских художников, членом которого стал в 1911 году, и в выставках объединения «Мир искусства», куда вступил в 1913 году. Как график сотрудничал с журналами «Аполлон», «Сатирикон», «Новый Сатирикон», «Нива».
В 1913 году за конкурсные картины «В бане» и «Купание» получил звание художника и право на четырёхлетнее заграничное пансионерство. 1913—1915 года проводит в Италии, где вместе с Василием Шухаевым изучал живопись Возрождения, затем отправился в Испанию, на остров Майорка. Работы, созданные в Италии, показывал в 1915 году на выставке «Мира искусства» в Петрограде.
Вернувшись в Россию, жил в Петрограде, где преподавал рисунок на архитектурных курсах Е. Ф. Багаевой и, по приглашению сестёр Бенуа, в Новой художественной мастерской на Васильевском острове. Наряду со станковой, обращался и к монументальной живописи. Участвовал в оформлении литературно-артистического кабаре «Привал комедиантов», расписывал совместно с Шухаевым плафон на тему «Девять муз» для московского особняка Фирсановых на Пречистенке, создавал эскизы росписей для православной церкви Святителя Николая в Бари (Италия), для зала ожидания Казанского вокзала в Москве.
В 1917 году, благодаря стипендии Академии художеств, отправился в новую командировку, на Дальний Восток. Находясь в Пекине, узнал об Октябрьской революции. В Россию не вернулся и больше не видел ни сына, умершего в 1918 году, ни жену — актрису эстрады Беллу Георгиевну Шеншеву, — покончившую с собой в 1929 году.
Вплоть до 1919 года путешествовал по Дальнему Востоку, посещал Монголию, Китай, Японию, где жил с рыбаками на острове Осима и учился у них подводному плаванию. Изучал китайский и японский театры, писал портреты, делал зарисовки этнографического характера и фотографии, в том числе подводные снимки, для чего изобрёл специальный фотоаппарат. В 1919 году провёл выставку в Шанхае.
В 1919 году приехал в Париж, снял крошечную комнату на Монмартре, а уже в апреле 1920 года в парижской галерее «Барбазанж» прошла выставка из 169 его работ на темы Востока. Выставки проходили также в Лондоне (1920) и Чикаго (1922). В 1922 году издатель Люсьен Вогель тиражом 150 нумерованных экземпляров выпустил книгу с пятьюдесятью работами Яковлева — «Рисунки и картины Дальнего Востока» (Les dessins et peintures d’Extrême Orient d’Alexandre Iacovleff).
В 1922 году Яковлев снял на Монмартре небольшую квартиру и мастерскую, где вместе с Василием Шухаевым открыл школу живописи и рисунка.
В 1924 году написал портрет балерины Анны Павловой.
В качестве официального художника принял участие в двух экспедициях, организованных фирмой Citroën, в Африку и Азию. Первая из них, получившая название «Чёрный рейд», состоялась в октябре 1924 — августе 1925 года. Яковлев выполнил около трёхсот картин и рисунков о природе Африки и быте туземцев, а также большой групповой портрет участников экспедиции. Итогом работы стала выставка в Париже в 1926 году и выпущенный Вогелем тиражом 1020 экземпляров альбом «Зарисовки Африки» (Dessins et peintures d’Afrique, 1927).

…В 1924—1925 годах Яковлев был снова в путешествии: проходил знаменитый «Чёрный круиз» фирмы «Ситроэн» — не только рекламная акция одноимённых автомобилей, но и этнографическая и зоологическая экспедиция по малоизученным районам Африки (Сахара, Судан, Нигер, Чад, Бельгийское Конго, Мозамбик и Мадагаскар). Из этого путешествия, наполненного экзотикой природных ландшафтов и силой человеческих типов, яркостью одежд и украшений коренных африканцев, художник привез почти 300 набросков и картин.
228 из них были продемонстрированы на персональной выставке в галерее Шарпантье в мае 1926 года и тут же были почти полностью распроданы. Это принесло Яковлеву не только материальную независимость, но ещё и признание, и даже орден Почетного легиона. Особенно восхитил всех современников огромный групповой портрет в рост всех участников экспедиции (4,5 х 3 м), отличавшийся необычайной иллюзорностью мельчайших деталей, — об этом, в частности, писали в письмах и дневниках очевидцы той памятной экспозиции — Анна Остроумова-Лебедева и Константин Сомов. Через год в издательстве «Вожель», с которым постоянно сотрудничал Яковлев, вышла иллюстрированная книга об экспедиции. После этого за Яковлевым окончательно закрепилась репутация непревзойденного мастера экзотических сюжетов и этнических типов. Затем последовали экспедиции на сафари в Эфиопию в 1928 году (с Генри Ротшильдом), а также новый трансконтинентальный поход с фирмой «Ситроэн» — «Желтый круиз» по Сирии, Ирану, Афганистану, Монголии, Китаю и Вьетнаму в 1931—1932 годах. Итогом стала новая шумная выставка в галерее Шарпантье в 1933 году, где Яковлев представил уже около 500 (!) произведений, многие из которых были проданы, а 50 — воспроизведены в цвете в уникальной книге издательства «Вожель» тиражом всего в 500 экземпляров…
В 1926 году Яковлев стал кавалером ордена Почётного легиона. Его выставки проходили в Нью-Йорке (1923, 1924), Амстердаме — Гааге (1924), Питсбурге (1925, 1927), Париже (1927, 1932), Брюсселе (1928), Бирмингеме (1928), Копенгагене (1929), Белграде (1930), США (1932). В 1928 году работы Яковлева демонстрировались в русском отделе выставки «Современное французское искусство» в Москве и в залах Академии художеств в Ленинграде.
В 1931—1932 годах состоялся «Жёлтый рейд» фирмы Citroën — на этот раз в Азию. Из поездки Яковлев привёз около 800 работ, созданных в условиях ещё более трудных, чем в Африке. Они были показаны на выставке в Париже, в особняке Ж. Шарпантье, в 1933 году. Александр Бенуа писал: 

Эта выставка, повторяю, событие. Настоящее событие, и не только художественного, но и общекультурного значения. Сумма наблюдений Яковлева действительно баснословна. Она так велика, что действует подавляюще. С трудом верится, что всё выставленное сделано одной рукой в очень короткий срок, а очень многое — на месте, в самых неудобных условиях путешествия, в условиях, требующих закалённого здоровья и совершенно исключительной приспособляемости… Когда же убеждаешься, что такой сверхчеловеческий фокус всё же произведён руками, интеллектом и волей человека, то невольно проникаешься к нему чувством, похожим на суеверное почтение. В Средние века Яковлева заподозрили бы в колдовстве и в пользовании услугами нечистой силы.
После этого путешествия тиражом 720 экземпляров Вогель выпустил альбом Яковлева «Зарисовки Азии» (Dessins et peintures d’Asie, 1934). Предисловие для альбома написал востоковед В. С. Елисеев, а годом раньше Яковлев проиллюстрировал книгу его отца, япониста С. Г. Елисеева «Японский театр (Кабуки)» (Le théâtre japonais (Kabuki)), которая вышла на двух языках — в Лондоне и Париже.
В 1934 году Яковлева пригласили в США возглавить живописное отделение школы Музея изящных искусств в Бостоне. Он много путешествовал по США и Мексике, организовывал выставки. В 1937 году вернулся в Париж.
12 мая 1938 года умер в Париже от рака желудка, во время операции.

## Характер и внешность
У Яковлева был очень весёлый и заразительный смех. Он изображал из себя человека, никогда ни над чем не задумывающегося. Выражался он просто, без излишней утончённости, но всегда профессионально. Вслед за Александром Бенуа друзья прозвали Яковлева «Саша-Яша».

## Семья и родственные связи
- Родители:
  - Отец — Евгений Александрович Яковлев (1857—1898), российский инженер, изобретатель отечественного двигателя внутреннего сгорания. Основатель и владелец первого российского завода газовых и керосиновых двигателей (ныне завод «Вулкан»).
  - Мать — Софья Петровна Кузьмина (?—1939), российский математик.
- Брат — Алексей Евгеньевич Яковлев (после эмиграции в США Алексис Джексон; 1881—1950, по другим сведениям 1964), российский архитектор.
  - Племянница — Татьяна Алексеевна Яковлева (1906—1991), французский и американский модельер женской одежды, художник-дизайнер. Возлюбленная и адресат двух любовных стихотворений Владимира Маяковского в 1928—1929 годах.
    - Внучатая племянница (дочь Татьяны Яковлевой) — Франсин дю Плесси Грей (1930—2019), американская писательница.

  - Племянница — Людмила Алексеевна Яковлева (1908—1997), французская балерина, актриса, модель.
- Сестра — Александра Евгеньевна Яковлева (1889—1979), российская и французская оперная певица, вокальный педагог.
  - Племянница — Софья. Умерла в 15-летнем возрасте, во время эмиграции вместе с матерью и бабушкой после Октябрьской революции, заразившись по дороге из Петрограда в Берлин менингитом[5].

## Книги, оформленные А. Е. Яковлевым[6][7]
- Les dessins et peintures d’Extrême Orient d’Alexandre Iacovleff . — Paris: Lucien Vogel, editeur, 1922.
- Le théâtre chinois, [préface] peintures, sanguines et croquis d’Alexandre Jacovleff, texte de Tchou Kià-kien. — Paris: M. de Brunoff ,1922.
- Maugham, W. La Passe dangereuse, texte français de Mme E.-R. Blanchet. — Paris: Éditions de France, 1926.
- Haardt, G. M., Audouin-Dubreuil, L. Georges la croisière noire. Expédition Citroën Centre-Afrique. Édition pour la jeunesse, avec 63 photographies hors texte, 2 cartes et 4 portraits de Jacovleff . — Paris: Plon, 1927.
- Iacovleff , A. Dessins et peintures d’Afrique. Exécutés au cours de l’expédition Citroën Centre-Afrique. Deuxième mission Haardt, Audouin-Dubreuil. — Paris: Lucien Vogel, editeur, [1927].
- Maran, R. Batouala / illustré de dessins Iacovleff . — Paris: Éditions Mornay, 1928.
- Le Fevre, G. La croisiere jaune. Expédition Citroën Centre-Asie. Troisième mission / preface d’Andre Citroen; introduction de L. Audouin- Dubreuil. — Paris: Librairie Plon, 1933.
- Iacovleff , A., Elisseeff , S. Le théâtre japonais (Kabuki). — Paris: Jules Meynial, [1933].
- Iacovleff , A. Dessins et peintures d’Asie. Exécutés au cours de l’Expedition Citroën Centre-Asie. Troisième Mission G.-M. Haardt, L. Audouin-Dubreuil. — Paris: Lucien Vogel, editeur, [1934].
- Mille, P. Féli et M’bala l’éléphant / illustré par A. Jacovleff . — Paris: Calmann Levy, [1938].